# Nazionale di hockey su ghiaccio della Svizzera
La nazionale di hockey su ghiaccio della Svizzera è la rappresentativa nazionale della Svizzera nelle competizioni internazionali.

## Nazionali maschili
- Nazionale maschile
- Nazionale maschile under 20
- Nazionale maschile under 18
- Nazionale maschile under 17
- Nazionale maschile under 16
- Nazionale maschile under 15
- Nazionale maschile under 14

## Nazionali femminili
- Nazionale femminile
- Nazionale femminile under 18